# Mogulsko Carstvo
Mogulsko Carstvo (perzijski: شاهان مغول, Shāhān-e Moġul; urdu: مغلیہ سلطنت; samoprozvani: گوركانى, Gūrkānī) ili Mughalsko Carstvo je bilo carstvo na Indijskom potkontinentu.
Tijekom 16. stoljeća u Indiji je na vlast došla nova vladajuća dinastija Mogula (perzijski: سلطنتمغولی هند, Muġalīh Sulṭanat, urdu: گوركانى), donijevši sa sobom bogatu islamsku civilizaciju i po prvi put ujedinila ovaj potkontinent nakon 1500 godina. Prvi mogulski vladar Babur stigao je iz Perzije i bio je u srodstvu s mongolskim carevima dinastije Timurida. On je s kasnijim Mogulima izgradio carstvo koje je početkom 18. stoljeća obuhvaćalo cijelu Indiju osim južnog vrha. Moguli su poticali umjetnost i pridonijeli širenju islama u cijeloj Indiji. U 18. i 19. stoljeću carstvo je postupno propadalo, najprije povodom širenja područja pod vladavinom hinduskog Maratskog Carstva, a potom kao posljedica britanske kolonizacije u organizaciji Britanske istočnoindijske kompanije, koja postepeno uzima "u zakup" ubiranje poreza, javnu sigurnost i većinu drugih državnih poslova u sve većem broju indijskih kneževina; nakon Indijske pobune 1857. god. uspostavlja službeno Britansko Carstvo svoju kolonijalnu upravu - Britanska Indija.

## Osnutak
Početkom 16. stoljeća pod vodstvom, Moguli su, kao potomci mongolsko-turkijskih plemena koji su vladali dijelovima Perzije i jugoistočne Azije, počeli upadati u sjevernu Indiju. Zahirudin Mohamad Babur (Zahir ud-Din Muhamed), poznatiji samo kao Babur ("Tigar", v. 1483. – 1530.) je bio praunuk Timura Velikog, turkijsko-mongolskog osvajača. On je naslijedio kneževstvo Fergana u centralnoj Aziji, sjeverno od pamirskih planina. Osvojio je Kabul u Afganistanu i 1504. osnovao kraljevstvo. Napadao je sjever Indije, a 1525. je izvršio potpunu invaziju na delhijski sultanat. U travnju 1526. god., sa slabijim snagama došao je do ključne pobjede kod Panipata (kod Delhija) i time osvojio srednji dio sjeverne Indije. Babur je bio tolerantan po pitanju religije svojih podanika. Volio je kulturu i umjetnost i pokazivao se kao mecena brojnim umjetnicima. Bio je opčinjen prirodom, te je financirao izgradnju veličanstvenih vrtova.
No, Babur se, premda veliki osvajač, nije iskazao kao uspješan upravitelj i carstvo se počelo dijeliti nakon njegove smrti 1530. godine.
Oko 1600. car Akbar (v.1556. – 1605.) ujedinio je carstvo i proširio ga prema jugu.

## Vladavina Akbara
Akbar Veliki je bio najveći mogulski vladar. Bio je Baburov unuk, a car je postao 1556. i iste godine porazio afganistanskog suparnika za prijestolje i tako osigurao svoje pravo na vlast. Tijekom svoje duge vladavine povećao je Mogulsko Carstvo, bio pokrovitelj umjetnosti i zagovarao vjersku snošljivost. Akbar je znao da mu je za ujedinjenje potrebna pomoć hindskog plemstva. Stoga je mnoge od tih ljudi zaposlio u svojoj državnoj službi i pokušao zagovarati hindske interese. Uveo je pravedniji porezni sustav od onog koje su imali Hindi.
U početku je Akbar vladao iz Agre na sjeveru srednje Indije gdje je izgradio čuvenu Crvenu utvrdu. Godine 1569. Akbar gradi Fatehpur Sikri u sjevernom dijelu srednje Indije. Podignut je u počast muslimanskom svecu šeiku Salimu, koji je prorekao rođenje njegova sina i nasljednika Jahangira, grad je postao glavni grad 1571. godine. Ovdje je reorganizirao državnu službu, u provincije odaslao guvernere (namjesnike) i reformirao kovanje novca, utege i mjere. U 16. stoljeću Indija je bila zemlja brojnih religija. Akbar je shvatio da put prema miru vodi preko snošljivosti prema svim vjerama. Zbog toga je ovdje sagradio Ibadat Khanu, ili Kuću bogoštovanja, kao mjesto gdje ljudi različitih vjerskih pripadnosti mogu dolaziti i raspravljati o svojim vjerskim idejama. Muslimani, hinduisti, sikhi, pa čak i kršćani iz Europe bili su dobrodošli.
Nakon samo 15 godina Akbar je preselio svoju prijestolnicu u Lahore, što zbog ratova na sjeverozapadu, što zbog nedostatne vodoopskrbe u Fatehpur Sikriju. Tu je izgradio slavnu Utvrdu Lahore i Šalimar vrtove.

## Kasniji Moguli
Godine 1605., Akbarov sin Džahangir postao je car. 
Njega je naslijedio njegov sin Džahan-šah koji je proširio carstvo prema jugu i izgradio mnoge gradove i palače. Jedno od najvećih mogulskih dostignuća bio je veličanstveni Taj Mahal, podignut kao mauzolej Mumtaz Mahal, voljenoj ženi Džahan-šaha, koja je umrla 1631. godine. Gradnja je trajala 17 godina i u njoj je sudjelovalo stotine radnika iz cijele Indije. Džahan-šah i njegov sin, Aurangzeb (v. 1658. – 1707.), pokazali su daleko manje vjerske tolerancije nego sam Akbar. Aurangzeb je uništio i mnoge hinduističke hramove. Godine 1678. došlo je do hindske pobune protiv njegove vlasti i Aurangzeb je započeo s nizom skupih ratova protiv Hinda. Proširio je carstvo, koje je međutim zbog ratova bankrotiralo i potom zapalo u dugotrajnu unutarnju podjelu, gdje su regionalni (muslimanski, uglavnom) vladari praktično samostalno vladali.
Od 1674. godine na tlu Indije nastaje Maratsko Carstvo, nastojeći potisnuti muslimansku vlast s Indijskog potkontinenta; u 19. stoljeću će oba carstva postupno doći pod vlast britansku vlast.

## Vremenska tablica
| Godine        | Povijesne značajke                                                                           |
| ------------- | -------------------------------------------------------------------------------------------- |
| 1504.         | Babur vlada Kabulom.                                                                         |
| 1526.         | Babur pobjeđuje delhijskog sultana u bitki kod Panipata.                                     |
| 1530.         | Baburov sin Humayun dolazi na prijestolje; carstvo se počinje dijeliti.                      |
| 1556. – 1605. | Vladavina Akbara; carstvo se širi i to je zlatno doba kulture i vjerske snošljivosti.        |
| 1605.         | Akbarov sin Džahangir dolazi na prijestolje; ljubitelj raskoši i pijanac, bio je loš vladar. |
| 1628. – 1657. | Vladavina Šaha Džahana, graditelja palače u Delhiju, Biserne džamije i Taj Mahala.           |
| 1658.         | Aurangzeb preuzima vlast od svog brata Šaha Šuje. Carstvo se počinje raspadati.              |

## Poveznice
- Taj Mahal
- Akbar

## Vanjske poveznice
- The Mughal
- Mughal Empire  Arhivirana inačica izvorne stranice od 2. prosinca 2005. (Wayback Machine)
- The Great Mughals
- Gardens of the Mughal Empire
- Adrian Fletcher's Paradoxplace — PHOTOS — Great Mughal Emperors of India  Arhivirana inačica izvorne stranice od 30. rujna 2017. (Wayback Machine)
- A Mughal diamond on BBC